# Байтичи
Байти́чи (также — Бойти́чи) — село в Жирятинском районе Брянской области, в составе Жирятинского сельского поселения. Расположено на правом берегу реки Доброшовки, в 4 км к северо-западу от села Жирятино. Население — 5 человек (2010).

## История
Возникло не позднее XV—XVI века; впервые упоминается в 1615 году как село («Балтичи») с церковью Архангела Михаила, запустевшей в Смутное время (позднее отстроена заново, не сохранилась). Бывшее владение Толбузиных, Борятинских; в начале XVIII века — Тютчевых, Колычёвых; затем почти полностью переходит к Мещерским.
В XVII—XVIII вв. село входило в состав Подгородного стана Брянского уезда; с 1861 по 1924 год в Княвицкой волости Брянского (с 1921 — Бежицкого) уезда. В 1886 году была открыта земская школа (позднее — начальная; работала до 1980). В конце XIX века действовал кирпичный завод.
Отец Михаила Булгакова Афанасий Иванович родился 17 (по другим данным 21) апреля 1859 года в Бойтичах, был сыном сельского священника села Бойтичи Жирятинского уезда Брянской губернии Ивана Авраамиевича Булгакова (1830–1894) и Олимпиады Ферапонтовны Ивановой (1830(?)–1908).
В 1924—1929 в Жирятинской волости, с 1929 в Жирятинском районе, а при его временном расформировании — в Жуковском (1932—1939), Брянском (1957—1985) районе. До 1930-х гг. являлось центром Бойтичского сельсовета, затем в Павловичском сельсовете, с 1959 в Жирятинском.